# Người Sinhala
Người Sinhala (tiếng Sinhala: සිංහල ජාතිය Sinhala Jathiya) là một dân tộc Ấn-Arya chủ yếu sinh sống trên đảo Sri Lanka. Họ chiếm khoảng 75% dân số Sri Lanka (hơn 15 triệu người). Dân tộc tính Sinhala dựa trên ngôn ngữ, di sản lịch sử và tôn giáo. Họ nói tiếng Sinhala, một Ấn-Arya, và chủ yếu theo Phật giáo Nguyên thủy, dù một số ít theo các nhánh Kitô giáo hay Hồi giáo. Theo Mahavamsa và Dipavamsa, những tác phẩm do các tăng lữ của Anuradhapura Maha Viharaya viết vào khoảng thế kỷ 3-5 bằng tiếng Pali, người Sinhala là hậu duệ của những người đến từ Sinhapura (Ấn Độ) vào năm 543 TCN, dẫn đầu bởi Hoàng tử Vijaya.